# Laothoe pallida
Laothoe pallida är en fjärilsart som beskrevs av Tutt 1903. Laothoe pallida ingår i släktet Laothoe och familjen svärmare. Inga underarter finns listade i Catalogue of Life.